# Astragalus hoantchy
Astragalus hoantchy es una especie de planta del género Astragalus, de la familia de las leguminosas, orden Fabales.

## Distribución
Astragalus hoantchy se distribuye por China (Gansu, Nei Mongol, Ningxia y Qinghai).

## Taxonomía
Fue descrita científicamente por Franch. Fue publicada en Pl. David. i. 86 (1884).